# Magyar filmproducerek listája
| Ábécé szerinti tartalomjegyzék                                                                           |
| --- |
| A, Á B C Cs D Dz Dzs E, É F G Gy H I, Í J K L Ly M N Ny O, Ó Ö, Ő P Q R S Sz T Ty U, Ú Ü, Ű V W X Y Z Zs |

## A
- Angelusz Iván
- Árpa Attila
- Árvai Jolán

## B
- Barbalics Péter
- Böhm András
- Bölcskey Mike Mihály
- Budai György

## C
- Cirkó József

## Cs
- Csáky Attila

## D
- Dér Tamás
- Durst György

## F
- Fogarasi István (gyártásvezető)

## G
- Gát György
- Gottesmann Ernő

## Gy
- Gyurin Zsuzsanna

## H
- Hamza D. Ákos
- Herendi Gábor
- Herner Dániel
- Hollósi G. Zsuzsanna
- Hutlassa Tamás

## K
- Kálomista Gábor
- Kamondi Zoltán
- Kántor László
- Kende Zsófia
- Kardos Ferenc
- Kardos István
- Kolczonay Ervin
- Korda Sándor
- Kovács Gábor
- Kovács Kristóf

## Lajos Tamás
- Makk Károly
- Miskolczi Péter
- Major István
- Muhi András

## N
- Neményi Ádám

## O
- Ozorai András

## P
- Pál Ödön
- Pusztai Ferenc
- Pataki Ági
- Petrányi Viktória

## R
- Rózsa János

## S
- Sallay Edina
- Sándor Pál
- Schulze Éva
- Sík Endre
- Simó Sándor
- Sipos Áron
- Sipos Gábor
- Sipos Kornél
- Sipos Orsolya
- Sipos László
- Sváby András

## Sz
- Szekeres Dénes
- Szita Miklós

## T
Takó Sándor

## V
- Váradi Gábor
- Varga Ádám
- Varga Gábor

## W
- Weith Katalin